# مارین کاجیکی
مارین کاجیکی (انگلیسی: Marin Kajiki؛ زادهٔ ۲۰ سپتامبر ۱۹۹۹) بازیکن راگبی ۷ نفره اهل ژاپن است.